# Dzibilchaltún (zona arqueológica)
Dzibilchaltún (originalmente llamado Ich Kaan Ti'Ho) es una antigua zona arqueológica maya localizada en el estado de Yucatán, México, la cual constituyó una gran ciudad maya integrada por diversos grupos arquitectónicos ceremoniales conformados por pirámides, templos, plazas, y estelas, abarca aproximadamente 25 hectáreas siendo su edificio más representativo el Templo de las Siete Muñecas en el cual durante los equinoccios de primavera y otoño (cada 21 de marzo y septiembre respectivamente) posiciona perfectamente el sol sobre las entradas del templo generando un ejemplo de fenómeno arqueoastronomico maya, también conserva una red de largos caminos prehispánicos conocidos como sacbé que conectan diversos puntos de la ciudad hacia la plaza principal y al cenote Xlacah.
Dzibilchaltún tuvo un largo desarrollo histórico que inicia desde el periodo preclásico alrededor del 600 a. C. al periodo posclásico en el año 1100 d. C., siendo su apogeo durante el periodo clásico tardío entre el 800 al 1000 d. C., época en que la ciudad se consagró como una potencia regional de más de 25,000 habitantes y llegó a dominar una gran extensión de la parte noroccidental de la Península de Yucatán.

## Ubicación
Dzibilchaltún se ubica en el estado mexicano de Yucatán, aproximadamente a 17 kilómetros al norte de Mérida, la capital del estado dentro del [[Parque nacional 
```
Dzibilchaltún .
[
3
]
```

## Toponimia
Su nombre hace referencia a las numerosas estelas de piedra labradas con textos jeroglíficos erigidas a lo largo del sitio y significa «donde hay escrituras sobre piedras planas» en lengua maya.

## Arqueología

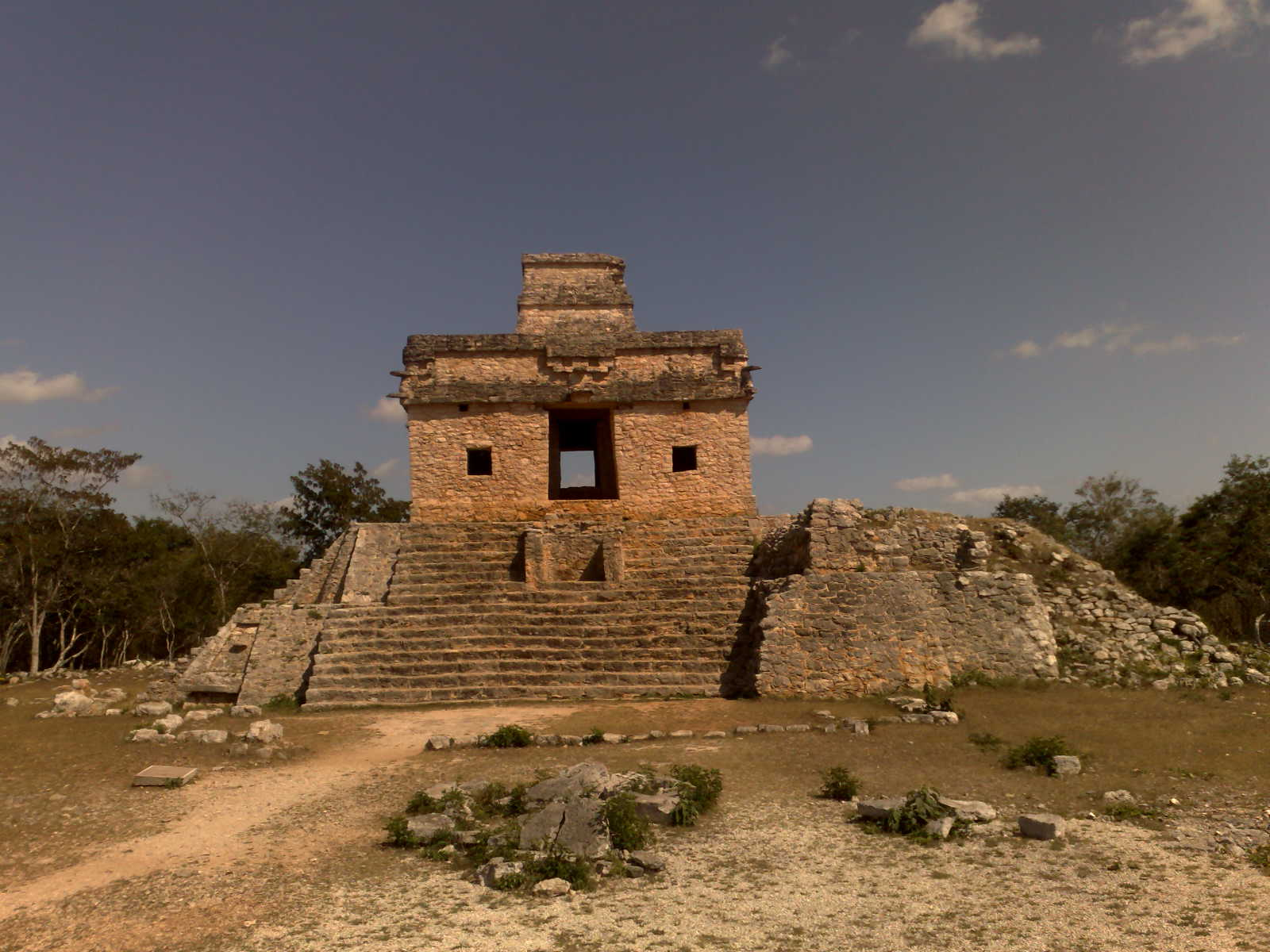
Templo de las Siete Muñecas, Dzibilchaltún

La estructura más famosa es el templo de las Siete Muñecas, nombrado así, debido a siete pequeñas figurillas de barro encontradas en el sitio, cuando el templo fue excavado por arqueólogos, en la década de los años 50. En los equinoccios, sobre todo en el de primavera, cientos de visitantes acuden al sitio para observar el sol a través de las puertas este y oeste. Sin embargo, el fenómeno puede observarse durante algunos días y no existe ningún rasgo arqueológicamente atestiguado que marque el punto de observación. Por lo tanto, y en vista de la escasez de las orientaciones equinocciales en el área maya y en Mesoamérica en general, resulta improbable que la orientación del edificio fuera destinada para marcar los equinoccios. El templo se conecta con el resto del sitio, por un sacbé largo.  
Dzibilchaltún también contiene las ruinas de una capilla abierta del siglo XVI, construida en el sitio después de la conquista. 

### Templo de las Siete Muñecas
El Templo de las Siete Muñecas en Dzibilchaltún es el monumento más importante de este Sitio Arqueológico Maya. El Templo recibió su nombre por un ofrenda de siete muñecas de arcilla cruda colocadas debajo del piso del templo.
También es conocido como el Templo del Sol debido al fenómeno que ocurre dos veces al año, en los equinoccios de la primavera y el otoño, cuando el sol naciente es visible a través de sus aberturas.
Este templo es considerado como un tributo al increíble conocimiento matemático y astronómico de los Mayas.
Esta estructura era el punto focal de la ciudad y estaba bien conectada con el resto de los otros grupos y el Cenote Xlakah por medio del Sacbé principal.

## Museo del Pueblo Maya
El sitio arqueológico alberga un museo, que contiene muchos artefactos mayas hallados en el sitio y su región adyacente. Entre estos se cuentan estelas, así como inscripciones de Chichén Itzá y Uxmal. El museo alberga una mayor cantidad de artefactos que los de Chichén Itzá o Uxmal.
El Museo Dzibilchaltún se reabrió en 1994 y pasó a llamarse Museo del Pueblo Maya, en reemplazo del antiguo Museo del Sitio Dzibilchaltún. Se exhiben cerca de 700 piezas arqueológicas e históricas, algunas de ellas por primera vez, que resumen tres mil años de desarrollo de la cultura y pueblo maya.
La exposición permanente abarca desde la época prehispánica hasta el siglo XX. Se difunde el desarrollo cultural de los Mayas, su continuidad y trascendencia en campos como las artes, la arquitectura, el lenguaje, la vestimenta, la religión, las costumbres sociales, los procesos económicos, las ciencias y las técnicas utilizadas.
La colección se compone de materiales arqueológicos, históricos y etnográficos, con objetos de uso diario y ritual, como cerámica, piedra tallada, estelas, esculturas civiles y religiosas, textiles y prendas de vestir.

## Cenote Xlacah

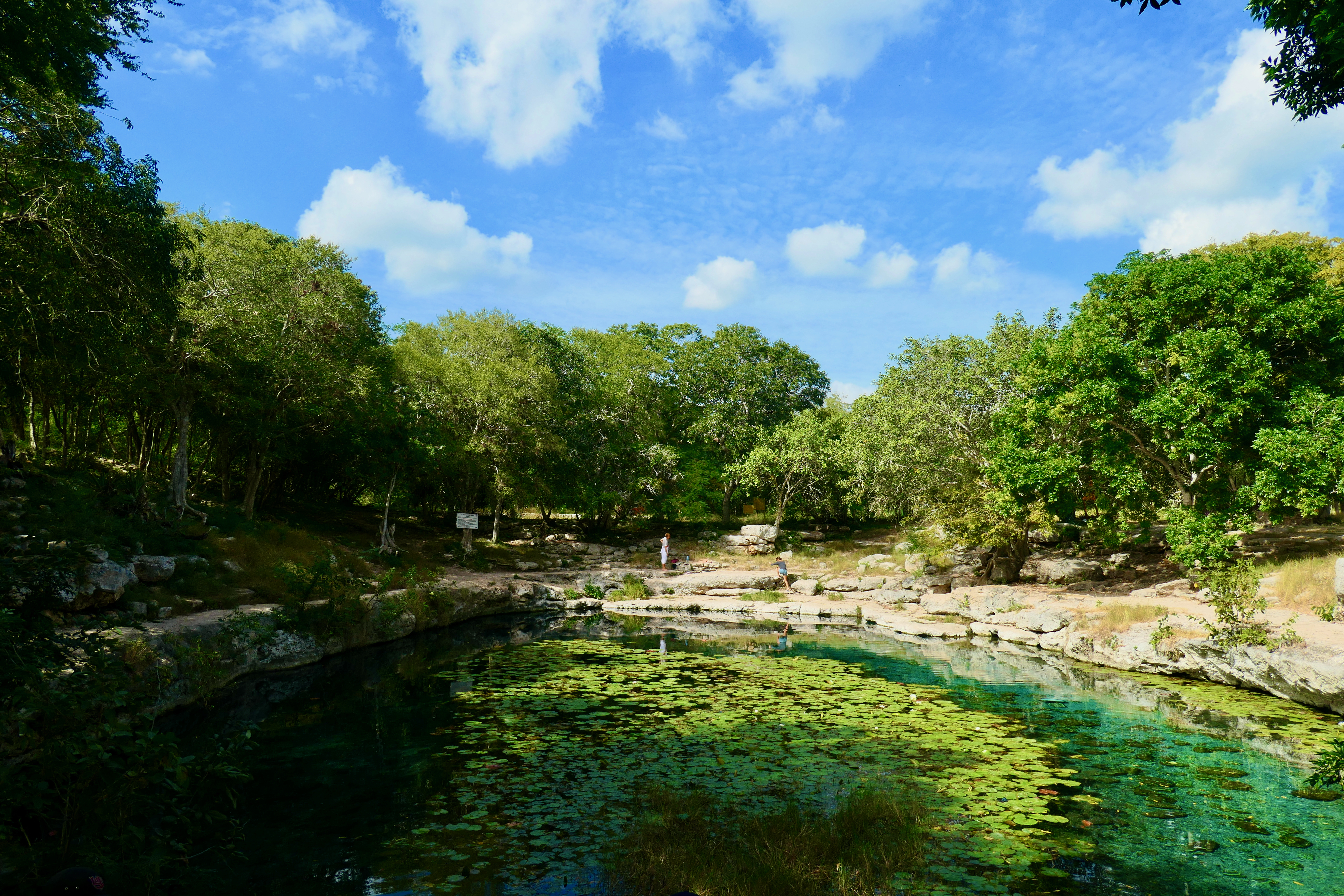
Cenote Xlacah

Otra característica importante de Dzibilchaltún es su cenote, en el que es posible bañarse. Se trata del cenote Xlacah, el más importante cenote abierto de la zona arqueológica de Dzibilchaltún y que fue utilizado como abastecimiento de agua para los mayas. En algunas partes alcanza los 40m. de profundidad. Mide 40 metros de ancho y 100 de largo. Su nombre es una voz maya que significa "Pueblo viejo".